# Mecothrix herbuloti
Mecothrix herbuloti is een vlinder uit de familie van de visstaartjes (Nolidae). Deze soort is voor het eerst wetenschappelijk beschreven als Nola herbuloti door Hervé de Toulgoët in een publicatie uit 1982.
De soort komt voor in Réunion.